# Manhunt: Deadly Games
Deadly Games es la segunda temporada de la serie antológica de drama y crimen Manhunt (siendo la primera Manhunt: Unabomber, emitida en 2017), que cuenta la historia de Richard Jewell y el ataque terrorista CenBom durante los Juegos Olímpicos de Atlanta de 1996.
Está en parte basada en el libro "Lone Wolf: Eric Rudolph: Murder, Myth, and the Pursuit of an American Outlaw" de la periodista y escritora Maryanne Vollers que cuenta los hechos ocurridos durante la búsqueda de Eric Rudolph, sospechoso de varios atentados con bomba.

## Argumento
En 1996, durante los juegos olímpicos organizados en Atlanta, Richard Jewel, un agente de seguridad que vive con su madre, encuentra una bomba. Gracias a él, los equipos de seguridad consiguen sacar a un gran número de personas antes de que explote. Considerado en un principio como un héroe, los agentes del FBI al cargo del caso, Brennan y Knox, y debido a la presión a la que están sometidos rápidamente lo consideran como principal sospechoso provocando que la prensa y la opinión pública se vuelvan contra él. 
Mientras Richard intenta limpiar su nombre, Knox y Brennan buscarán al responsable de otros 3 atentados con bomba, a la vez que los agentes de la ATF Embry y Holliwell tratarán de demostrar que todos los atentados están provocados por la misma persona y no es Richard Jewel.

## Reparto
- Cameron Britton como Richard Jewell, el guardia de seguridad que encontró la bomba
- Gethin Anthony como el agente del FBI Jack Brennan
- Arliss Howard como Earl Embry, un agente experimentado de la ATF
- Kelly Jenrette como la agente del FBI Stacy Knox
- Ness Bautista como Joe Holliwell, un agente de la ATF
- Jack Huston como Eric Rudolph, el sospechoso de los atentados
- Judith Light como Barbara "Bobi" Jewell, la madre de Richard Jewell
- Carla Gugino como Kathy Scruggs, una periodista de Atlanta
- Brad William Henke como John "big John" Craig, un pueblerino líder de la milicia de su zona
- Jay O. Sanders como Jack Bryant
- Desmond Harrington como Louis Freeh, líder del FBI
- Nick Searcy como el sheriff Thompson, del pueblo de Murphy

## Episodios
| Número en la serie | Número en la temporada | Título                        |
| ------------------ | ---------------------- | ----------------------------- |
| 9                  | 1                      | Centbom                       |
| 10                 | 2                      | Unabubba                      |
| 11                 | 3                      | Bombingham                    |
| 12                 | 4                      | Corre, Rudolph, corre         |
| 13                 | 5                      | La tierra del sol de mediodía |
| 14                 | 6                      | Ejército de Dios              |
| 15                 | 7                      | Eric                          |
| 16                 | 8                      | Únete o muere                 |
| 17                 | 9                      | No nos pisotees               |
| 18                 | 10                     | Temporada abierta             |